# Csák Gellért (kanonok)
Csák Gellért (Uraj, 1724 körül – 1786. április 3.) premontrei rendi jászói kanonok.

## Élete
Nemesi származású; a bölcseletet a kassai jezsuitáknál hallgatta; a jogot az egri Foglár-féle kollégiumban, a teológiát pedig, 1750. szeptember 29-én a premontreiek közé lépvén, a konventben hallgatta. Debrődön három évig volt lelkész. 1757. január 9-én Jászón lett plébános és 1780. március 8-án jászói kanonok. Elhunyt 62 éves korában.

## Művei
- Főtiszt. Sauberer András jubiláris papnak második uj miséje alkalmatosságával történt 1776. örvendetes jubileumos praedikátio. Kassa